# Huff-Daland TW-5
Huff-Daland Type XV Training Water-Cooled TW-5 là một loại máy bay huấn luyện hai tầng cánh, do hãng Huff-Daland Aero Corporation thiết kế vào đầu thập niên 1920 cho Cục Không quân Lục quân Hoa Kỳ.

## Biến thể
TA-6 (Máy bay huấn luyện, làm mát bằng không khí kiểu 6)
TW-5 (Máy bay huấn luyện, làm mát bằng nước kiểu 5)
AT-1
AT-2
HN-1
HN-2
HO-1

## Quốc gia sử dụng
United States
- Cục Không quân Lục quân Hoa Kỳ
- Hải quân Hoa Kỳ

## Tính năng kỹ chiến thuật (AT-1)
Đặc tính tổng quát
- Kíp lái: 2
- Chiều dài: 24 ft 7 in (7,5 m)
- Sải cánh: 31 ft 2 in (9,5 m)
- Trọng lượng có tải: 2.358 lb (1.070 kg)
- Động cơ: 1 × Wright Hisso I , 150 hp (110 kW)

Hiệu suất bay
- Vận tốc cực đại: 112 mph (180 km/h; 97 kn)